# Typ 99 (samohybná houfnice)
Typ 99 je 155mm samohybná houfnice japonských pozemních sil sebeobrany používaná od roku 1999. Ve službě nahradily houfnice typu 75. Vyrobeno jich bylo 117 kusů. Vzhledem ke specifické japonské legislativě houfnice nebyla exportována.

## Vývoj

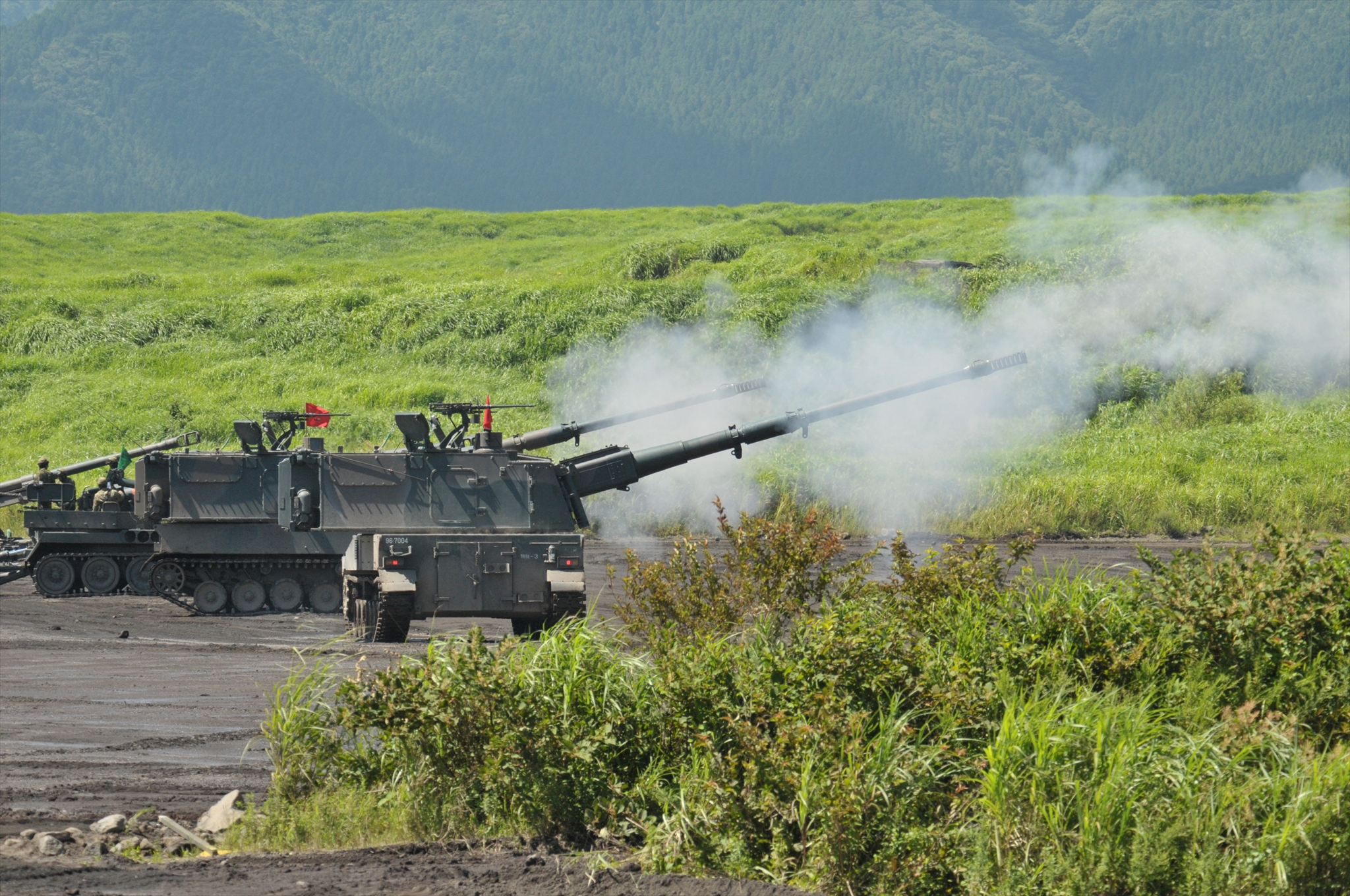
Samohybná houfnice typu 99 během palby

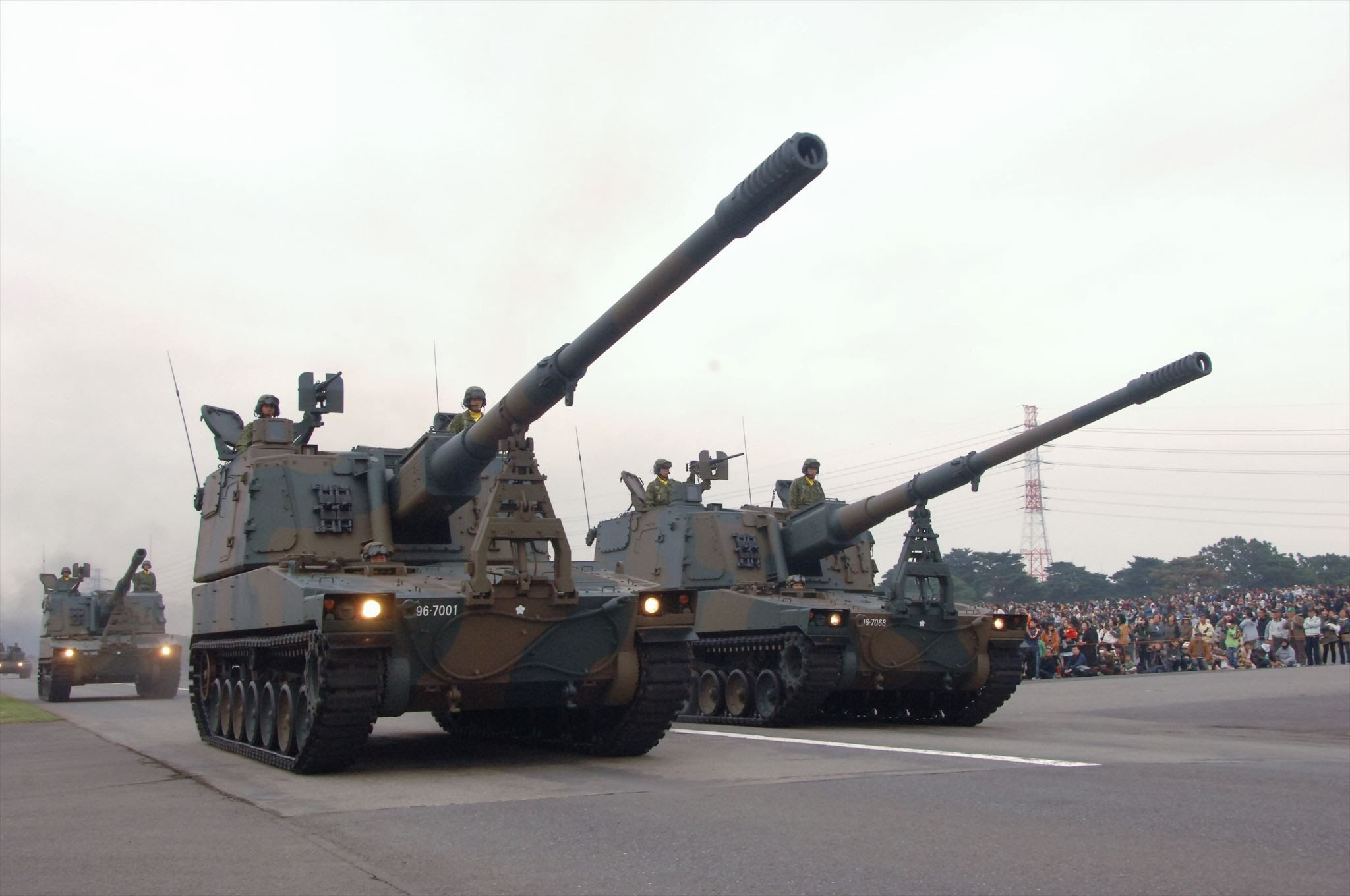
Samohybné houfnice typu 99

Vývoj houfnice probíhal od poloviny 80. let ve zbrojovkách Japan Steel Works a Mitsubishi Heavy Industries. Vozidlo vzniklo využitím prodlouženého podvozku bojového vozidla pěchoty typu 89 a nově vyvinuté dělové věže. Do služby byla nová houfnice přijata roku 1999. Celkem jich bylo vyrobeno 117 kusů.
Operace houfnic typu 99 podporují muniční vozidla typu 99, velitelská vozidla a střelecké radary.

## Popis
Houfnice typu 99 využívá podvozek bojového vozidla pěchoty typu 89, prodloužený o jeden pár pojezdových kol. Na něj byla usazena nová rozměrná dělová věž, ve které je instalována 155mm houfnice s délkou hlavně 52 ráží. Nabíjení je automatické. Kadence dosahuje až 18 ran za tři minuty, nebo šest ran za minutu. Dostřel se liší dle použité munice (nejdále 40 km). Před příklopem velitele je lafetován ještě jeden 12,7mm kulomet M2HB. Čtyřčlennou posádku tvoří řidič, velitel, mířič a nabíječ. Vozidlo pohání kapalinou chlazený zážehový řadový šestiválec Mitsubishi 6SY31WA o výkonu 447 kW.